# Adelheid Morath
Adelheid Morath (Friburgo, 2 de agosto de 1984) es una deportista alemana que compite en ciclismo de montaña en la disciplina de campo a través.
Ganó una medalla de bronce en el Campeonato Mundial de Ciclismo de Montaña en Maratón de 2023 y dos medallas de oro en el Campeonato Europeo de Ciclismo de Montaña en Maratón, en los años 2023 y 2025.

## Medallero internacional
| Campeonato Mundial | Campeonato Mundial    | Campeonato Mundial | Campeonato Mundial |
| Año                | Lugar                 | Medalla            | Competición        |
| ------------------ | --------------------- | ------------------ | ------------------ |
| 2023               | Glasgow (Reino Unido) | Medalla de bronce  | Campo a través     |
| Campeonato Europeo |                       |                    |                    |
| Año                | Lugar                 | Medalla            | Competición        |
| 2023               | Laissac (Francia)     | Medalla de oro     | Campo a través     |
| 2025               | Casella (Italia)      | Medalla de oro     | Campo a través     |